# Horka (Vyskeřská vrchovina)
Horka (310 m n. m.) je vrch, resp. souvrší v okrese Mladá Boleslav Středočeského kraje. Leží asi 2 km jihovýchodně od města Mnichovo Hradiště a obklopují ho místní části Dobrá Voda, Lhotice a Veselá. Na severním svahu Horky se nalézá osada Pod Horkou. Převážně zabrané katastrální území je Lhotice u Bosně.

## Kozlovka

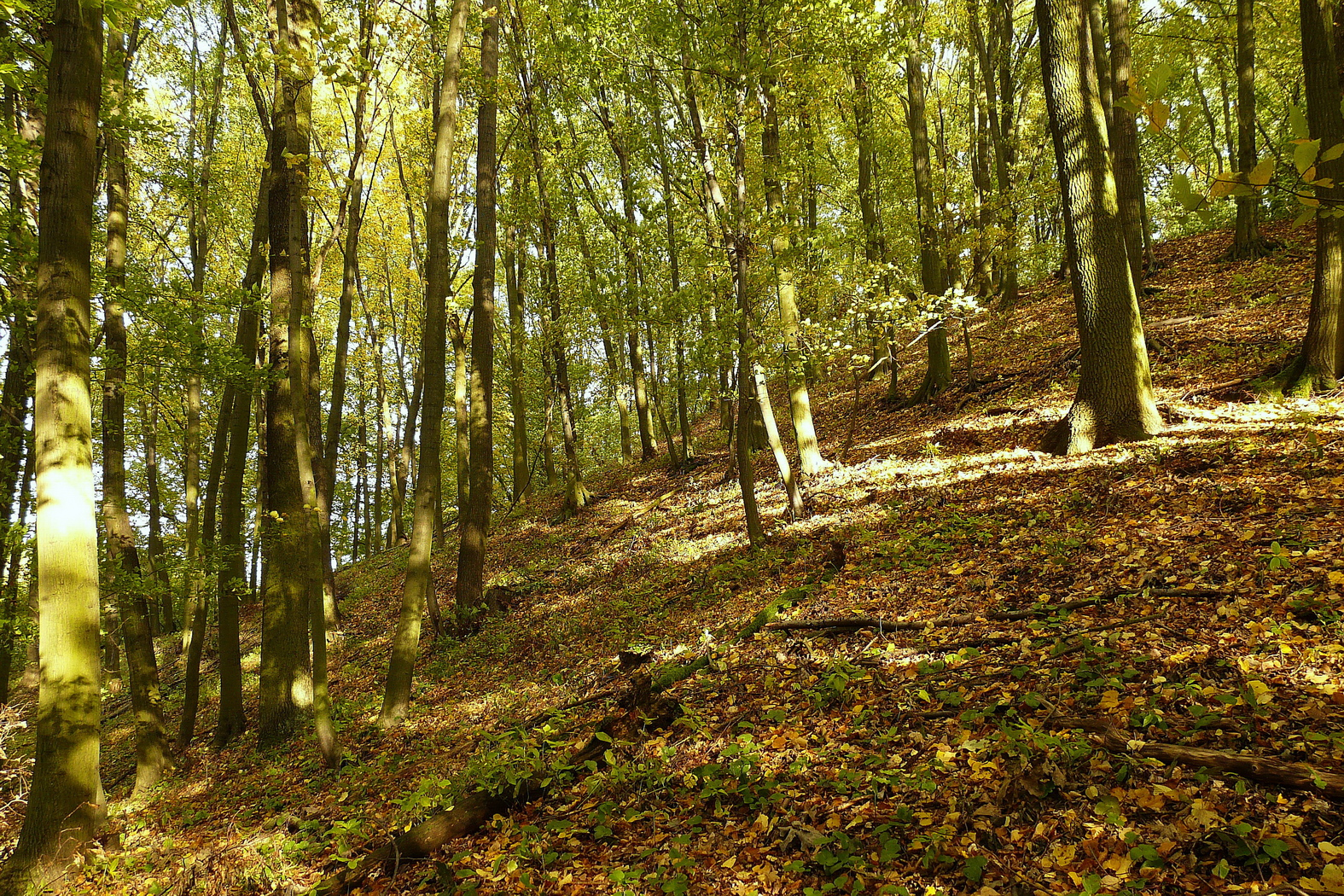
Svah podzimní Kozlovky

Horka tvoří těsné souvrší s jižněji ležící Kozlovkou (někdy též Malá Horka), což je o něco nižší suk (300 m n. m.) tvaru ploché kupy s asymetrickým vrcholovým hřbítkem na vypreparované nefelinitové žíle v komínové brekcii, obklopené coniackými vápnitými jílovci. Na vrchu jsou opuštěné lůmky a zalesněný je převážně dubovými porosty.

## Charakter území
Dvojici zalesněných neovulkanických vrchů zčásti pokrývají přirozené víceetážové dubohabřiny až teplomilné doubravy s bohatým bylinným patrem. Na severovýchodním úpatí Horky jsou rozsáhlé plochy extenzivních mezofilních luk s prameništěm a rybníčkem na kraji intravilánu vsi Dobrá Voda. Dva rybníky jsou také ve Lhotici. Jelikož jsou oba vrcholy hustě zalesněny, výhledy (Mnichovo Hradiště, Vyskeřská vrchovina, Mnichovohradišťská kotlina, Ještěd, Bezděz) jsou možné jen od hranice lesa. Podél západní strany souvrší prochází dálnice D10.

## Geomorfologické zařazení
Vrch náleží do celku Jičínská pahorkatina, podcelku Turnovská pahorkatina, okrsku Vyskeřská vrchovina, podokrsku Příhrazská vrchovina, a Boseňské části.

## Přístup
Automobilem se dá přijet do osady Pod Horkou, do obcí Dobrá Voda a Lhotice. Z nich je pěší přístup na oba vrcholy velmi jednoduchý. Nejbližší železniční zastávka je v Mnichově Hradišti.